# Joan Bernet Toledano
Joan Bernet Toledano   (Barcelona, 6 de juliol de 1924 - Pontons, 31 de març de 2009) fou un dibuixant de còmics català, pertany a una família d'historietistes: el seu germà fou Miquel Bernet Toledano Jorge, creador de Doña Urraca, el fill del qual és el dibuixant Jordi Bernet i Cussó (Torpedo 1936, etc.). Els personatges més coneguts que va crear són Altamiro de la cueva, ambientat en la Prehistòria, i els de la sèrie Los guerrilleros, ambientada en la Guerra del Francès, amb guions d'Andrade.

## Biografia
Autodidacte de formació, va començar a publicar als anys quaranta a l'editorial Hispano Americana de Ediciones, per a continuar en els anys cinquanta amb historietes humorístiques publicades en revistes com Nicolás i Can Can (1a època). En aquesta dècada també va treballar com a animador a Los sueños de Tay-Pi, la darrera pel·lícula dels estudis Balet y Blay, dirigida per Franz Winterstein i estrenada a Barcelona l'any 1952. En els anys seixanta i setanta va col·laborar a l'Editorial Bruguera per a la qual va començar realitzant inicialment historieta realista. Posteriorment va realitzar altres tasques entre les quals destaca l'entintat d'algunes pàgines d'Ibáñez, en aquells dies en ple apogeu i desbordat de treball. El 1967 seria el primer encarregat de realitzar historiete apòcrifes de Mortadel·lo i Filemó, publicades a Tío Vivo nº350, 351 i 352, Rompetechos i 13, Rue del Percebe, sèrie que es va encarregar durant un parell de any (7 pàgines entre novembre i desembre de 1967, i des d'agost de 1968 a gener de 1970). També va fer sèries pròpies com Serafín Doblones (1968), Ursus y Evaristo (1972) o Serafín y Cía. (1972). Paral·lelament va treballar per a la revista TBO, on Altamiro de la cueva (1965), una de les seves sèries, escrita per Carles Bech, es va convertir en una de les més populars d'aquesta publicació. La sèrie retratava la vida d'un poble prehistòric on el protagonista destacava per les seves dots d'observació i per la seva inventiva.
Tot i que gran part del seu treball és desconegut a Espanya, ja que va publicar a revistes estrangeres per mitjà de diverses agències, a la dècada dels setanta la seva signatura va aparèixer també a revistes espanyoles com Gaceta Junior i Trinca, amb sèries com Don Vicente vive deportivamente (1970), Super-Agente Secreto A.E.I.O.U. (1970) o Los Guerrilleros (1970). Aquesta última, ambientada en la Guerra de la Independència espanyola i escrita per Andrade, va ser un dels pocs treballs de Bernet Toledano que seria recopilat en format de llibre a Espanya (tres volums entre 1971 i 1972). El 1973 va escriure i va dibuixar el llibre Franciscostein, una extraordinària paròdia inspirada per la criatura concebuda per Mary Shelley. Al costat dels dibuixants Alba i Perera, i amb guions de Gustavo Alcalde, va il·lustrar l'adaptació al còmic de De los Apeninos a los Andes, un relat d'Edmondo De Amicis publicat per Ediciones Recreativas l'any 1977.
Entre 1985 i 1986 va col·laborar com a guionista i dibuixant en la versió en historieta de Dragones y Mazmorras, publicada per Comics Forum. El 1997 va escriure el llibre L'Estaquirot, il·lustrat per Núria Giralt i publicat per Vilatana.

## Sèries
- Altamiro de la cueva (amb Carlos Bech, TBO, 1965)
- Archibaldo (Pulgarcito, 1970)
- Don Vicente vive deportivamente (Gaceta Junior, 1970)
- Dragones y Mazmorras (diversos autors, Cómics Forum, 1985)
- "Filadelfio Gun (Pulgarcito, 1972)
- Juanito er Kiko (amb Enrique S. Abulí, Trinca, 1971)
- Juanito Flores (Terror Fantastic, 1971)
- Los Guerrilleros (amb Andrade, Trinca, 1970)
- Pep Siglas (Nicolás, 1950)
- Serafín Doblones, compra y venta de automóviles (Din Dan, 1968 i Super Mortadelo (1972))
- Serafín y Cía. (Súper Pulgarcito, 2ª época, 1972)
- Super-Agente Secreto A.E.I.O.U. (Gaceta Junior, 1970)
- Ursus y Evaristo (Din Dan, 1972).